# Rzuć to wszystko co złe
Rzuć to wszystko co złe – piosenka skomponowana i zaśpiewana przez Zbigniewa Wodeckiego, z tekstem Leszka Długosza. Jako pierwsza z kolei pojawiła się na stronie A debiutanckiego albumu Wodeckiego pt. Zbigniew Wodecki wydanego w 1976 roku, nagrana z udziałem Orkiestry pod dyrekcją Wojciecha Trzcińskiego. Największą popularność jednak zdobyła jej wersja z 2015 r. z udziałem Mitch & Mitch Orchestra and Choir.

## Wersja Zbigniew Wodecki with Mitch & Mitch Orchestra and Choir
Piosenka pochodzi z płyty 1976: A Space Odyssey wydanej w maju 2015 przez Lado ABC, będąca swoistym przypomnieniem debiutanckiej płyty Wodeckiego, jako wspólny koncert Zbigniewa Wodeckiego z Mitch & Mitch Orchestra and Choir wspomaganych przez Polską Orkiestrę Radiową dyrygowaną przez Cannibal Mitcha.

### Notowania
- Lista Przebojów Trójki: 1[3]

### Nagrody i wyróżnienia
- "Najlepsze polskie piosenki 2015" według portalu T-Mobile Music: miejsce 15[4]
- Fryderyki 2016 - nagroda w kategorii: Utwór roku